# Great Eastern
Great Eastern fu un famoso piroscafo costruito nel 1854 da Isambard Kingdom Brunel (un ingegnere inglese specializzato nel settore dei trasporti, noto per aver collaborato alla realizzazione della galleria sotto il Tamigi).

## Storia
Al momento del varo era la nave più grande del mondo, lunga 211 m, larga 24 m e una stazza superiore alle 20.000 tonnellate, mantenne tale primato per quasi cinquant'anni, quando fu superata in lunghezza solo di pochi metri dall'RMS Oceanic (215 m). 

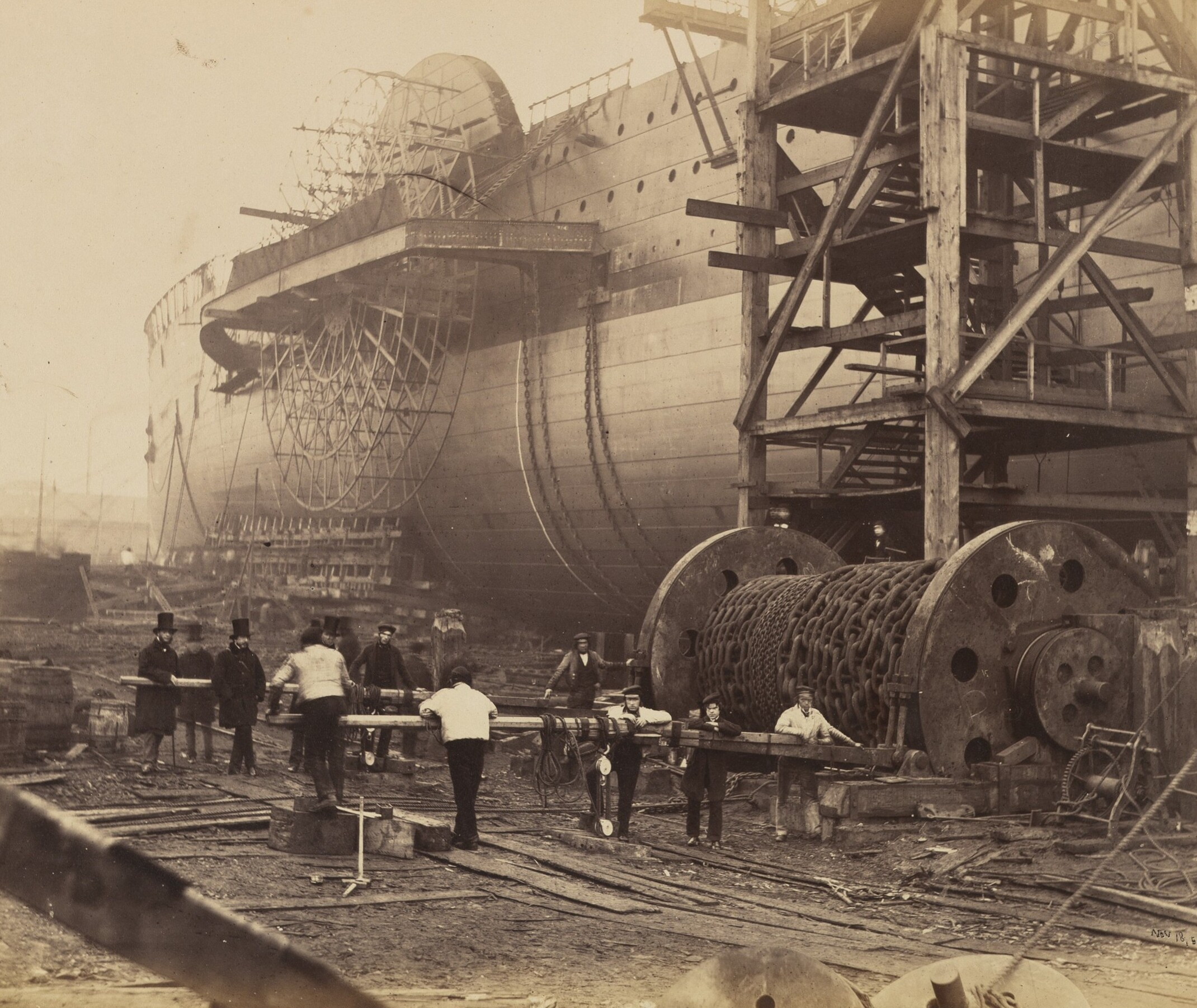
Il Great Eastern due mesi prima del varo, nel novembre 1857.

La sua costruzione fu motivata dalla necessità di effettuare i primi viaggi oceanici sfruttando la motrice a vapore, che solo da pochi anni si era cimentata nelle lunghe tratte intercontinentali.
Il problema principale restava la quantità di combustibile necessaria per coprire tali distanze, quantità che nessuna nave sembrava in grado di imbarcare. Poiché Brunel aveva dimostrato che la resistenza di una nave all'acqua è proporzionale al quadrato delle sue dimensioni e che lo spazio disponibile per il carburante è proporzionale al cubo, concepì un'imbarcazione sei volte più grande della più imponente nave dell'epoca. Questo mastodonte, come tutte le navi dell'epoca, non aveva sovrastrutture destinate ai passeggeri al di sopra dello scafo, alto come un palazzo, era dotato di cinque fumaioli, poteva imbarcare fino a 4.000 passeggeri ed era mosso da due gigantesche ruote a pale, un'elica e sei alberature per la navigazione suppletiva a vela. Era inoltre dotato di un doppio fondo che si estendeva per tutta la lunghezza della chiglia.

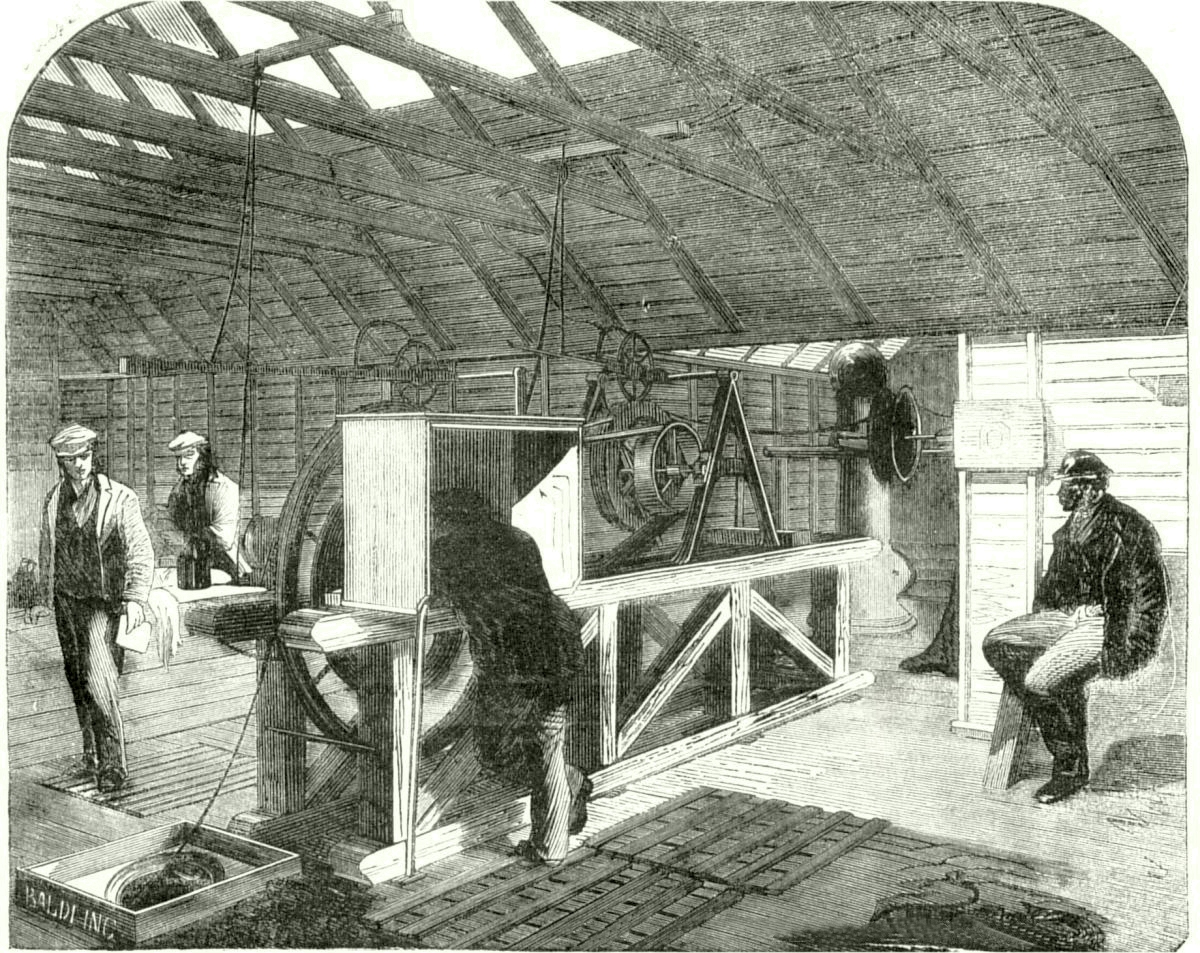
Nella stiva del Great Eastern durante la stesura del cavo telegrafico sul fondo dell'Atlantico, nel 1865.

Il Great Eastern fu finanziato dalla Eastern Steam Navigation Company ma la sua costruzione incontrò vari problemi a causa di incidenti in cui vari operai persero la vita. Varata nel 1854, la nave si arenò subito dopo lungo la riva del Tamigi. Quattro anni dopo prese finalmente il mare e il 17 giugno 1860 compì il suo viaggio inaugurale. Poco tempo dopo, il 9 settembre 1860, vi fu un grave incidente: un fumaiolo saltò in aria a causa di un'esplosione nelle macchine. Fu poi riparata per essere utilizzata come nave mercantile e passeggeri (Brunel lo concepì per navigare sulla linea Londra-Bombay, in India, doppiando il Capo di Buona Speranza) ma i costi di esercizio restarono altissimi.
Nel 1861 ebbe un altro incidente: urtò uno scoglio non segnalato, presso New York, che produsse uno squarcio sullo scafo esterno lungo 25 m; tuttavia, il secondo scafo sottostante resistette all'urto senza presentare alcun danno. Le riparazioni furono molto più lunghe del previsto a causa della guerra di secessione americana. Durante i lavori si vociferò che alcuni rumori sulla chiglia fossero causati da un fantasma ma le indagini conclusero che si trattava di un anello di ferro che per la corrente urtava lo scafo; tuttavia questa voce riprese vigore durante la demolizione, quando si scoprirono nella doppia chiglia i cadaveri di due battitori rimasti intrappolati nella costruzione della nave.

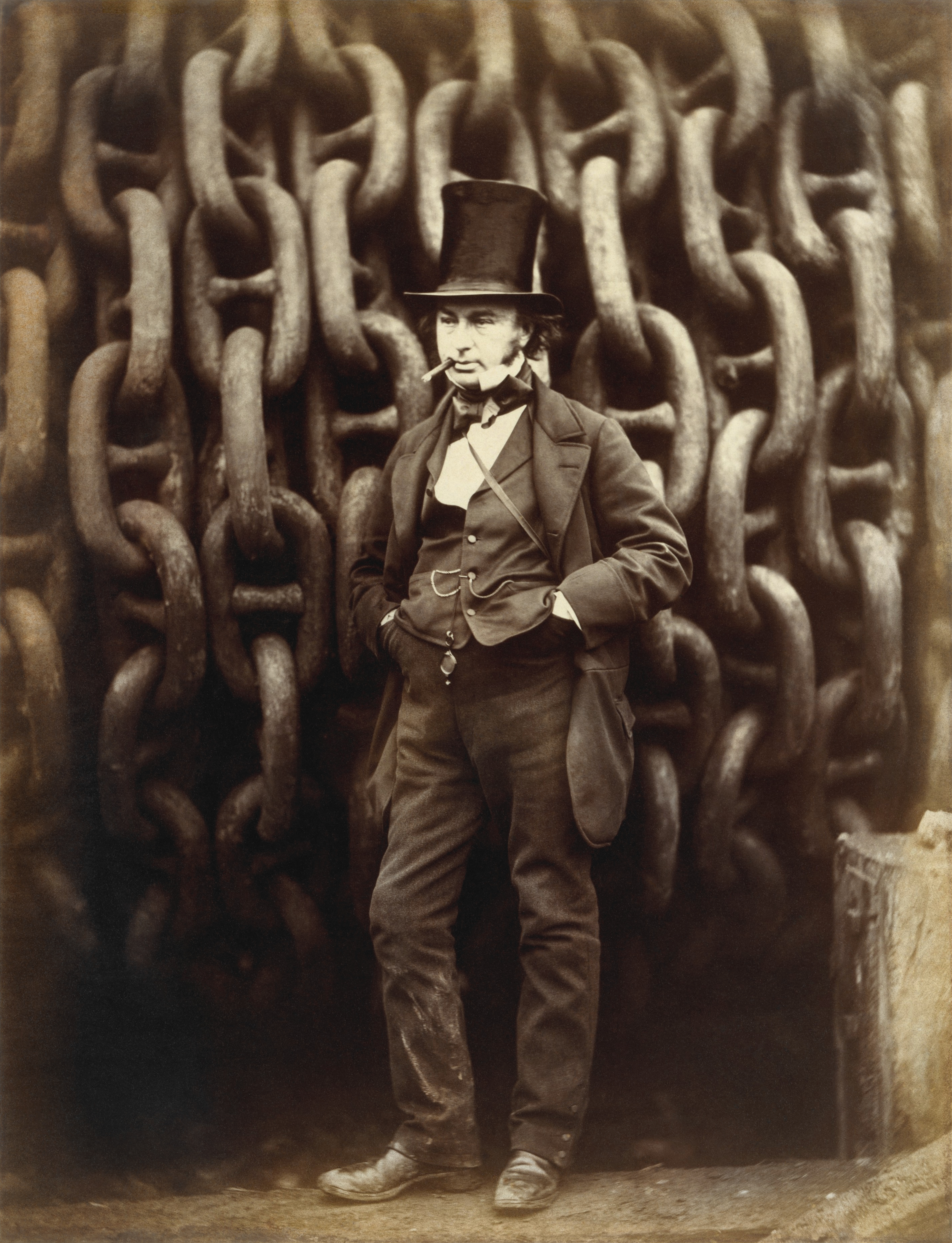
La famosa foto Isambard Kingdom Brunel Standing Before the Launching Chains of the Great Eastern scattata da Robert Howlett a fine 1857 e divenuta un simbolo della rivoluzione industriale inglese.

### Il primo cavo telegrafico transatlantico
Il suo maggior contributo lo diede durante la posa del primo cavo telegrafico tra l'Europa e l'America, nel 1865, su proposta di Cyrus West Field. Il cavo era lungo 3.700 chilometri e fu arrotolato in tre cisterne nella stiva della nave; fu steso sul fondale tra l'Irlanda e Terranova e - dopo la prima trasmissione transoceanica - l'evento fu celebrato come l'Ottava meraviglia del mondo.

### Demolizione
La demolizione del Great Eastern iniziò nel 1888. Ci furono complicazioni perché le dimensioni della nave non permisero di spostarla con facilità e durante le operazioni si ruppe il cavo di traino. Dopo aver venduto gli arredi e le parti in metallo pregiato si passò alla demolizione manuale della nave (al tempo non esistevano fiamme ossidriche). Lo scafo progettato da Brunel dimostrò la sua resistenza, rendendo necessari ben due anni di lavori per demolirlo.
I lavori terminarono nel 1890.

## Nella cultura di massa
- Questo famoso bastimento costituisce l'ambientazione del celebre romanzo di Jules Verne Una città galleggiante, edito nel 1870.
- Il cantautore britannico Sting ha dedicato al piroscafo il brano The Ballad of the Great Eastern, contenuto nell'album del 2013 The Last Ship.